# Herbert Woerlein

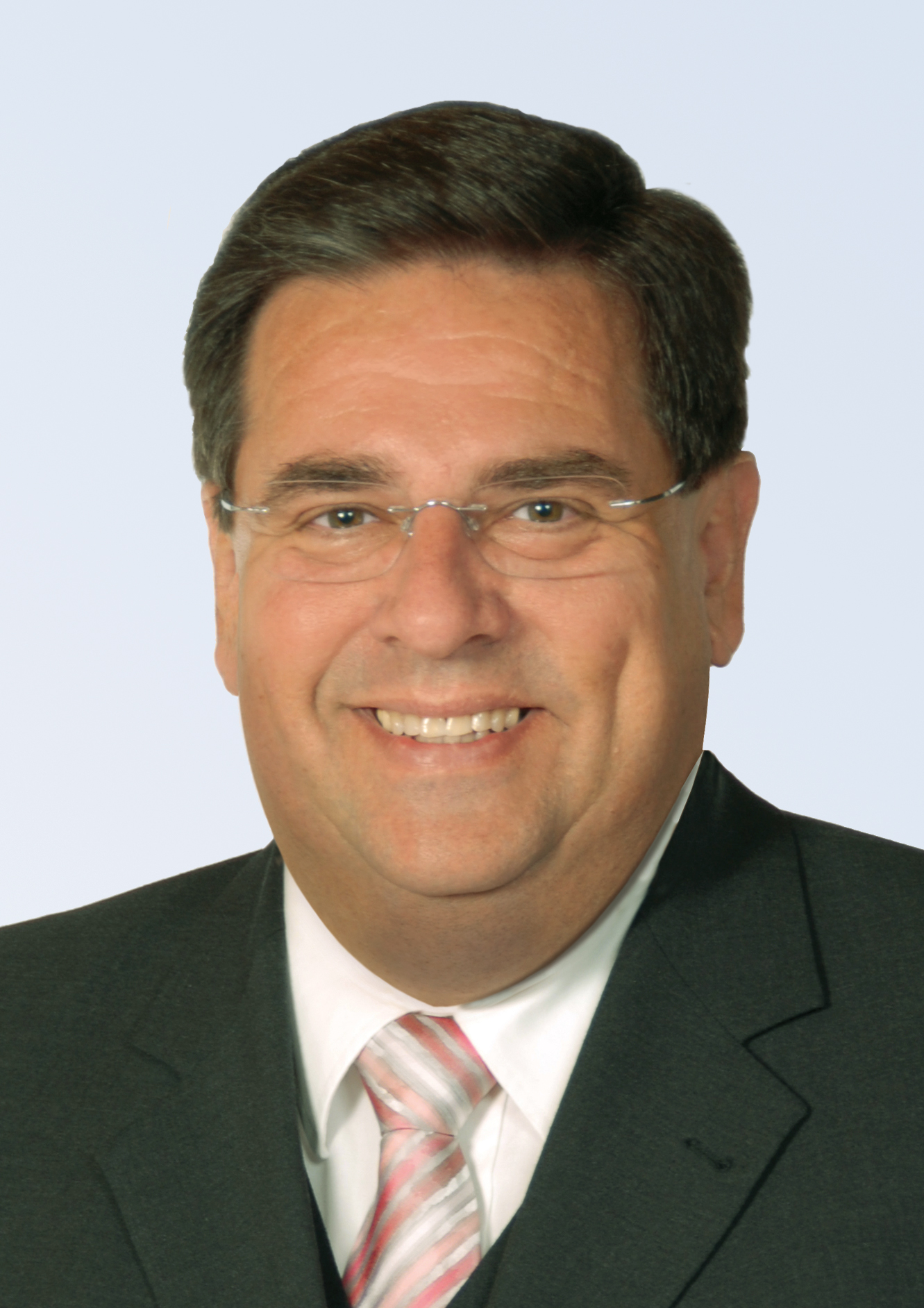
Herbert Woerlein

Herbert Woerlein (* 29. Juni 1958 in Augsburg) ist ein deutscher Lehrer und Politiker (SPD).

## Leben
Nach dem Besuch der Pestalozzi-Grundschule Gersthofen bis 1969 machte er im Jahr 1978 sein Abitur am Holbein-Gymnasium Augsburg. Anschließend studierte er Germanistik, Anglistik und Theologie an den Universitäten Augsburg und München. 1984 bestand er das 1. und 1986 das 2. Staatsexamen für das Lehramt an Realschulen (Deutsch und Englisch) mit Auszeichnung. Bereits zuvor war er als „Assistant teacher“ in Wirksworth und Matlock (UK) (1982–1983) tätig.
Nach Vorbereitungsdiensten in München-Pasing und Neufahrn i. NB war er als Lehrer an der Realschule Neusäß (1986–1989), als Mitarbeiter im Bayerischen Staatsministerium für Unterricht und Kultus (1989–1994), als Konrektor an der Heinrich-von-Buz-Realschule Augsburg (1994–1996) und von 1996 bis 2013 als Schul- und Seminarleiter an der Realschule Neusäß tätig. Zudem unterrichtete er von 2001 bis 2013 an der Akademie für Lehrerfortbildung und Personalführung in Dillingen. Woerlein ist Autor zahlreicher Lehrwerke und Unterrichtshilfen.
Nach fünf Jahren im Bayerischen Landtag wechselte Woerlein im September 2019 wieder in den Schuldienst und ist seither als Schuldirektor an der Johann-Winklhofer-Realschule in Landsberg tätig.
Herbert Woerlein ist seit 1985 verheiratet und hat drei erwachsene Söhne.

## Politik
Herbert Woerlein ist seit dem Jahr 2008 Mitglied der SPD und Stadtrat in Stadtbergen (Fraktionsvorsitzender von 2010 bis 2013). Von 2008 bis 2019 war er auch stellvertretender Ortsvereinsvorsitzender der SPD-Stadtbergen. Bei der Landtagswahl 2013 zog er über die Liste im Wahlkreis Schwaben in den Bayerischen Landtag ein. Bei der Bundestagswahl am 24. September 2017 verpasste er den Einzug als Direktkandidat in den Bundestag gegen Hansjörg Durz. Im Oktober 2018 schied er aus dem Bayerischen Landtag aus.